# High Bandwidth Memory
High Bandwidth Memory (HBM)とは、JEDECが規格化した、Through Silicon Via (TSV)技術によるダイスタッキングを前提としたメモリ規格である。北米時間2015年6月16日にAMDによって発表された、開発コードネーム「Fiji」と呼ばれていた製品群にて初めて搭載された。

## 概要
グラフィックカードの設計において、従来のGDDR5ではチップそのものの専有面積に加え、メモリとプロセッサとの間を広帯域幅のバスで結ぶことによる実装面積の増大とそれによって増えたプロセッサとの物理的距離のために、動作電圧の昇圧が必要となり消費電力が増大するという問題を抱えていた。このために、最終的にはメモリの消費電力がGPUの性能向上のボトルネックとなることが予想されていた。メモリチップを縦に積み上げ広帯域のバスでプロセッサと接続するHBMの技術を利用することで、これらの諸問題を解決したが、コストが高く、2015年から2019年にかけてのRadeonのハイエンドモデルに搭載された後はNVIDIA TeslaやRadeon Instinctといった非常に高価格なGPGPU用のGPUやFPGAアクセラレータでの採用に限られ、2024年現在では、ゲーム機を含めたコンシューマ向けのGPUにはGDDR6やGDDR6Xが普及している。また2022年にOpenAIがChatGPTをリリースして以降、企業間で生成AIの開発競争が始まり、HBMの後継規格であるメモリのHBM3などの需要が急増している。2025年4月には、省電力かつ、より高速で高帯域のHBM4が策定が発表された。
富岳やAuroraなどスーパーコンピュータでも採用されている。